# Serra di Ivrea (area protetta)
La Serra di Ivrea è un sito di interesse comunitario  (cod.IT1110057) della Regione Piemonte, istituito nell'ambito della Direttiva 92/43/CEE (Direttiva Habitat) e designato inoltre come Zona Speciale di Conservazione. Comprende un'area di 4.572 ettari nel territorio di vari comuni della Città metropolitana di Torino e della Provincia di Biella.

## Territorio

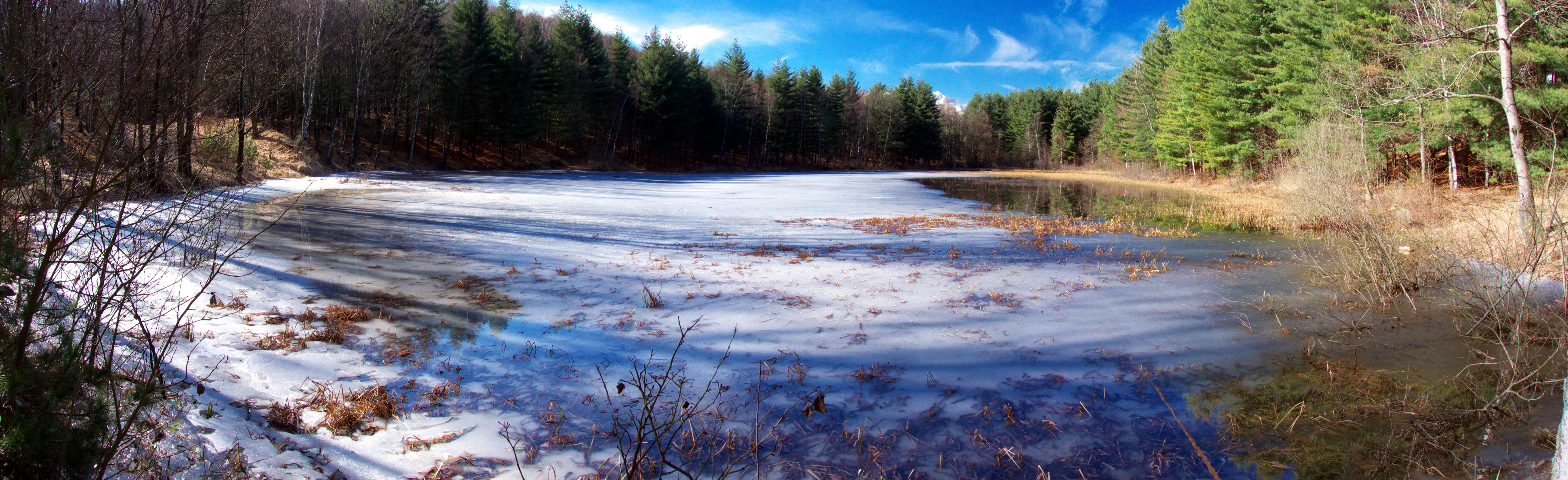
Il piccolo lago di Pré

Il territorio protetto comprende una ampia porzione della Serra Morenica di Ivrea, il lungo cordone collinare situato in sinistra idrografica della Dora Baltea che costituisce il fianco nord-orientale dell'Anfiteatro morenico di Ivrea. Per circa tre quarti la zona è ricoperta da boschi di latifoglie; interrompono la continuità della copertura forestale alcune aree a pascolo, qualche residua zona coltivata e, sui versanti esposti a sud, ampie porzioni di vigneto. Oltre che di una zona ricca di biodiversità la Serra è anche molto rilevante dal punto di vista paesaggistico e geomorfologico, in quanto costituisce il migliore esempio europeo di morena laterale originatasi durante le glaciazioni.

## Flora e vegetazione

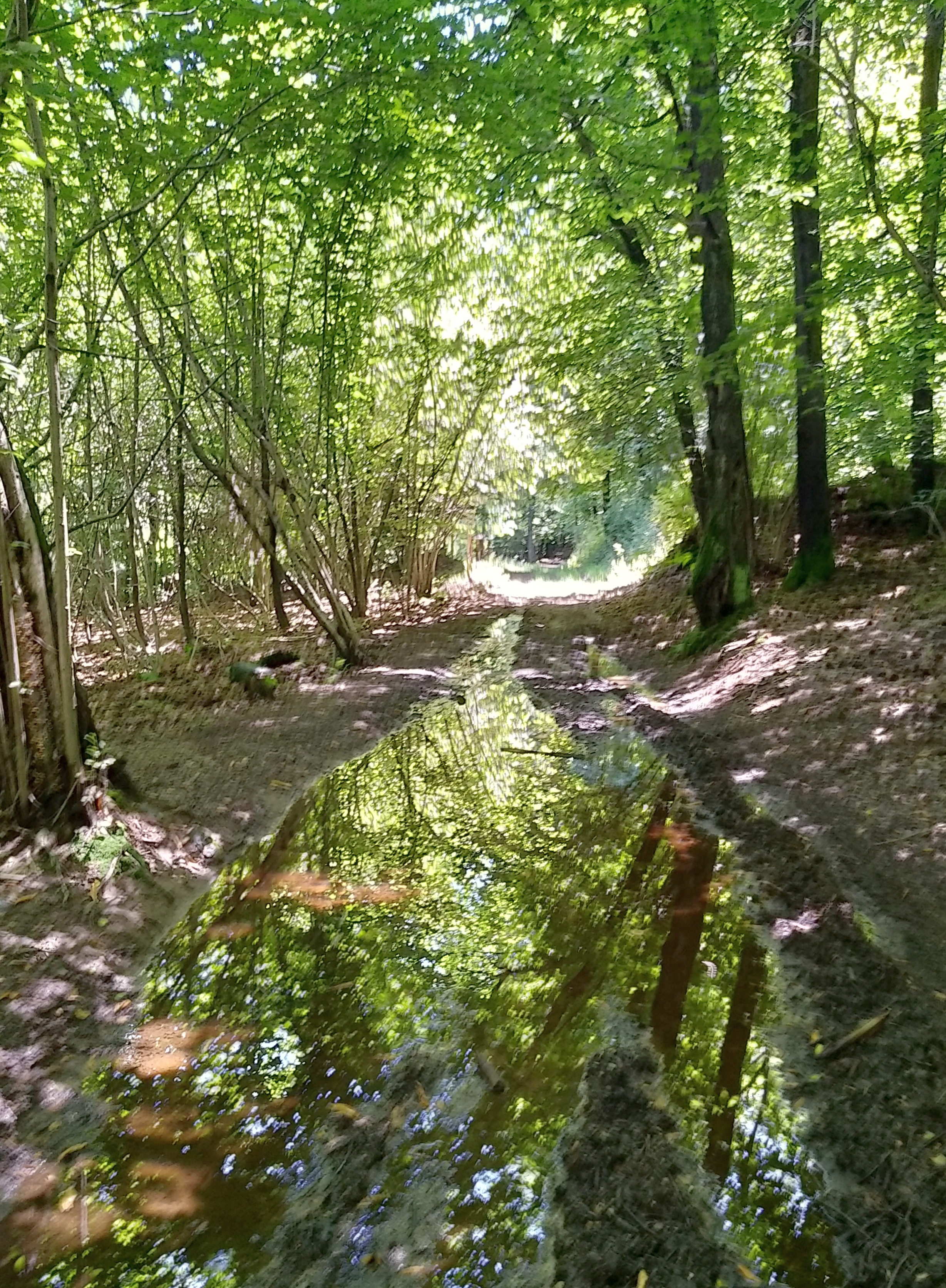
Una stradina forestale sulla Serra

L'area protetta ospita numerose specie vegetali interessanti da un punto di vista conservazionistico, come Eleocharis carniolica e Lindernia procumbens, a rischio di estinzione. Tra le piante incluse nella lista regionale delle specie minacciate del Piemonte, nel sito se ne trovano alcune legate alle zone umide, come Peplis portula, Scutellaria minor, Ludwigia palustris e Juncus bulbosus, o le felci Blechnum spicant e Osmunda regalis, piuttosto rare. Va poi ricordato che il SIC/ZSC rappresenta il limite occidentale dell'areale di Epimedium alpinum.
Varie tra le misure sito-specifiche per la Serra di Ivrea riguardano la gestione e il miglioramento delle aree a bosco: ad esempio vige la prescrizione di trasformare i boschi governati a ceduo in fustaie o boschi a governo misto, vaie prescrizioni sulla quantità e il tipo di legname che si può prelevare nel corso di tagli, l'incentivazione al contenimento delle specie invasive alloctone e così via. Particolare attenzione viene dedicata ai popolamenti di specie meno rappresentate, come gli alneti o i tiglio-frassineti. In generale si vuole incoraggiare una maggiore diversità floristica nei boschi, privilegiando ad esempio gli olmi montani, l'acero riccio, il tiglio a grandi foglie, il tasso e l'agrifoglio. Le prescrizioni sito-specifiche contengono anche molte misure per la tutela delle zone umide e dei piccoli bacini idrici presenti nel SIC/ZSC e per una gestione naturalisticamente corretta delle zone utilizzate a scopo agricolo come i prati e i pascoli. Alcune delle prescrizioni sono anche specifiche per tutelare la biodiversità anche tra alcuni gruppi di insetti, con il divieto salvo che in casi specifici di utilizzare Bacillus thuringiensis per la lotta ai fitofagi, o prevedendo attività informative e di sorveglianza per impedire la raccolta di individui di Lycaena dispar da parte dei collezionisti. 

## Fauna

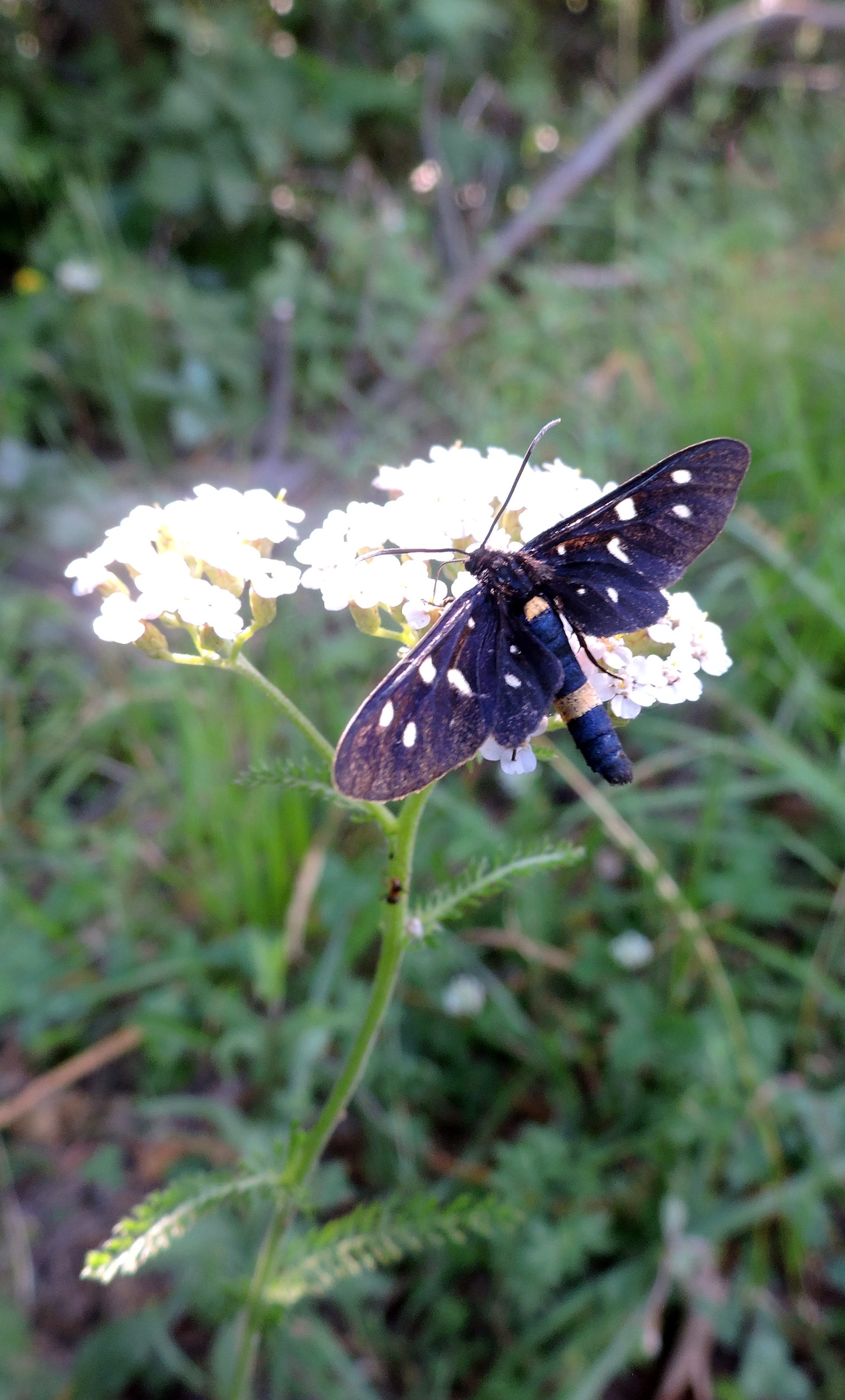
Un esemplare di Amata phegea

Da un punto di vista faunistico il maggiore interesse lel SIC/ZSC è dato dalla presenza di sei diverse specie di rettili e di almeno altre sette di anfibi, varie delle quali in regressione o minacciate. A rischio di estinzione in Piemonte è anche la lampreda di Zanandrea (Lampetra zanandreai), presente nei corpi idrici del sito. Il buono stato ambientale della Serra d'Ivrea supporta anche una notevole varietà di invertebrati, e vi sono state censite 50 diverse specie di lepidotteri e 13 di libellule. 

## Habitat
Nel SIC/ZSC sono presenti i seguenti habitat naturali di interesse comunitario:
- Acque stagnanti, da oligotrofe a mesotrofe, con vegetazione dei Littorelletea uniflorae e/o degli Isoëto-Nanojuncetea (cod. 3130)
- Laghi eutrofici naturali con vegetazione del Magnopotamion o Hydrocharition (cod. 3150)
- Praterie magre da fieno a bassa altitudine (Alopecurus pratensis, Sanguisorba officinalis) (cod. 6510)
- Querceti di farnia o rovere subatlantici e dell'Europa centrale del Carpinion betuli (cod. 9160)
- Foreste di versanti, ghiaioni e valloni del Tilio-Acerion (cod. 9180)
- Foreste alluvionali di Alnus glutinosa e Fraxinus excelsior (Alno-Padion, Alnion incanae, Salicion albae) (cod. 91E0)
- Boschi di Castanea sativa (cod. 9260)

## Attività

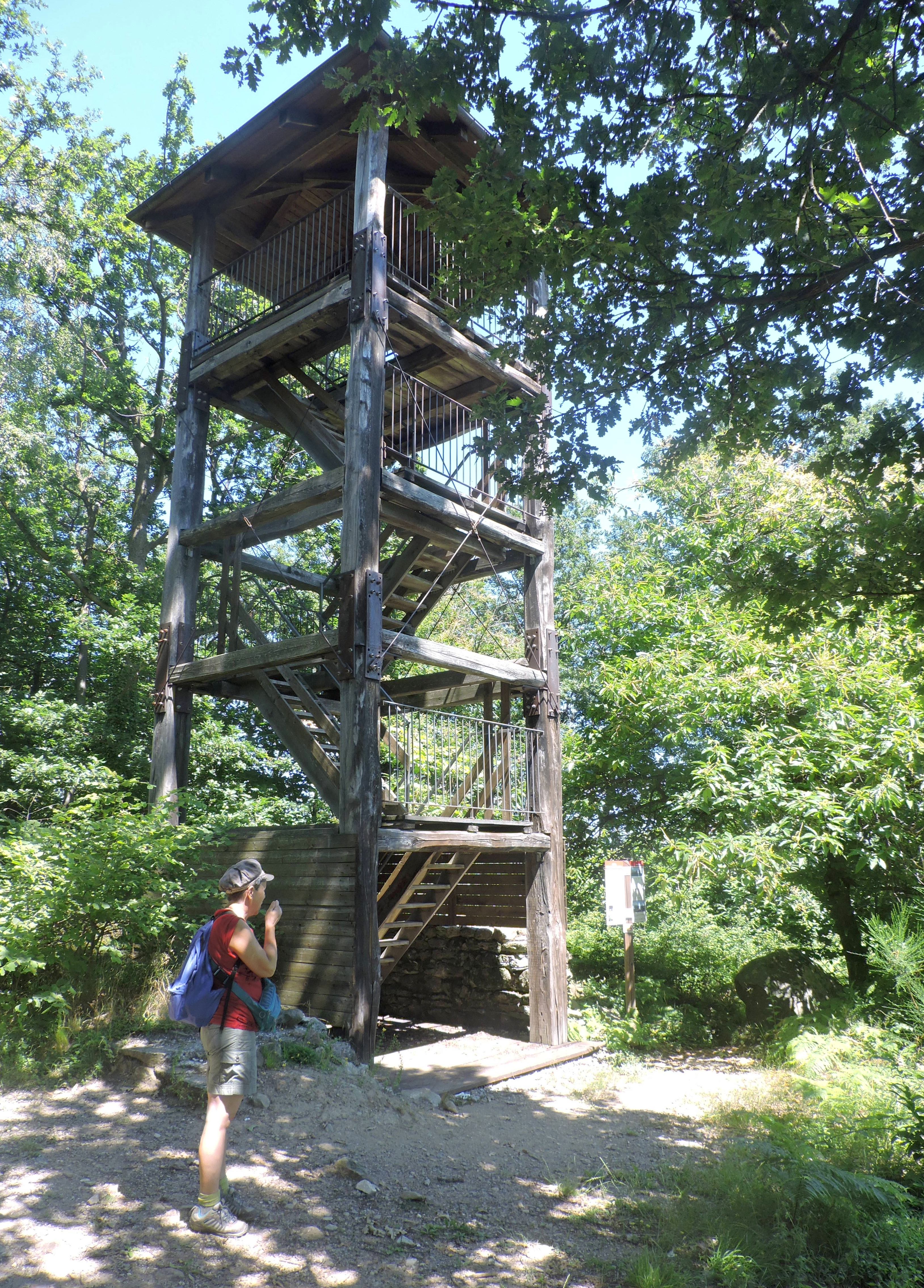
Il belvedere costruito sulle rovine della Torre della Bastia (Chiaverano)

La zona del SIC/ZSC è comodamente visitabile a piedi, in mountain bike o a cavallo inoltrandosi per le varie stradine forestali e sentieri che la attraversano. Viene inoltre percorsa dagli itinerari escursionistici di lunga percorrenza Alta Via dell'Anfiteatro Morenico e Grande traversata del Biellese.